# Centenário (kommun i Brasilien, Rio Grande do Sul)
Centenário är en kommun i Brasilien.   Den ligger i delstaten Rio Grande do Sul, i den södra delen av landet, 1 400 km söder om huvudstaden Brasília. Antalet invånare är 2 967. Arean är 134 kvadratkilometer.
Terrängen i Centenário är huvudsakligen kuperad, men åt nordväst är den platt.
I omgivningarna runt Centenário växer huvudsakligen savannskog. Runt Centenário är det glesbefolkat, med 12 invånare per kvadratkilometer.